# Большая Уртазымка
Большая Уртазымка (баш. Оло Урғаҙа) — река на Южном Урале, протекает в Башкортостане и Оренбургской области. Правый приток Урала.
Длина реки — 87 км, площадь бассейна — 1890 км². Начинается в горах Баймакского района Башкортостана. Протекает вблизи деревни Галеево, пересекает трассу Р-361, течёт к деревне Бахтигареево, где принимает приток р. Шурале, затем протекает вблизи деревни Баишево, где слева впадает Сагылузяк, на окраине села Ургаза в неё впадает Карамалка. Затем течёт по территории Хайбуллинского района республики, где на берегу находится село Целинное. Нижнее течение проходит по Кваркенскому району Оренбургской области — здесь на реке расположено село Сосновка (в месте впадения одноимённого притока), а вблизи устья справа впадает Малая Уртазымка.
Река впадает в Ириклинское водохранилище напротив Покровки (1885 км от устья Урала).
Средний расход воды в устье — 2,46 м³/с. В межень течение прерывается, образуя цепочку озёр.
Гидроним происходит от башкирских слов оло (большой) + ур (ров, канава) + др.-тюрк. ғаҙы (река).

## Притоки
(расстояние от устья)
- 5 км: Малая Уртазымка (пр)
- 14 км: Сосновка (лв)
- 23 км: Мунча (пр)
- 33 км: Тулубай (пр)
- 41 км: Кармалка (пр)
- Тузбек (лв)
- Сарьяташ (лв)
- 48 км: Буреле (пр)
- 49 км: Сагылузяк (лв)
- 53 км: Карасоз (лв)
- Улак (пр)
- 66 км: Шурале (пр)
- Кисим (лв)

## Данные водного реестра
По данным государственного водного реестра России относится к Уральскому бассейновому округу, водохозяйственный участок реки — Урал от Магнитогорского гидроузла до Ириклинского гидроузла. Речной бассейн реки — Урал (российская часть бассейна).
Код объекта в государственном водном реестре — 12010000312112200002332.